# بيتر وودوارد
بيتر وودوارد (بالإنجليزية: Peter Woodward)‏ هو كاتب وكاتب سيناريو وممثل بريطاني، ولد في 24 يناير 1956 بلندن في المملكة المتحدة.

## أعمال

### أفلام
- (2000) ذا باتريوت[3]

### مسلسلات
- إن سي آي إس
- ذا غود وايف

## وصلات خارجية
- بيتر وودوارد على موقع IMDb (الإنجليزية)
- بيتر وودوارد على موقع ألو سيني (الفرنسية)
- بيتر وودوارد على موقع أول موفي (الإنجليزية)
- بيتر وودوارد على موقع قاعدة بيانات الأفلام السويدية (السويدية)
- بيتر وودوارد على موقع قاعدة بيانات الفيلم (الإنجليزية)
- بيتر وودوارد على موقع كينوبويسك (الروسية)